# Crash Bandicoot: On the Run!
Crash Bandicoot: On the Run! era un videogioco per smartphone iOS e Android sviluppato da King e pubblicato da Activision.
Venne ufficialmente annunciato il 9 luglio 2020. Tuttavia, una versione preliminare del gioco è stata lanciata con un soft-launch sul Google Play in Malaysia il 22 aprile 2020. In questa fase, il gioco era chiamato semplicemente Crash Bandicoot Mobile. Successivamente, una beta a numero chiuso è stata aperta per iOS nel periodo da settembre 2020 fino a dicembre 2020. Una seconda fase beta del gioco per Android è stata resa disponibile nel dicembre 2020, questa volta includendo anche il Canada tra i mercati inclusi nel periodo di prova. La versione definitiva del gioco è uscita il 23 marzo 2021 per gli utenti iOS, mentre per gli utenti Android è uscita due giorni dopo..
Il 19 dicembre 2022 il gioco ha disabilitato gli acquisti e dal 16 febbraio 2023 non è più giocabile.

## Modalità di gioco
Il sistema di gioco era quello di un'avventura dinamica, dove il personaggio controllato, Crash e Coco non si fermeranno mai e continueranno a correre, saltare o rotolare fino al completamento del livello, in maniera molto simile a Temple Run e Subway Surfers. Durante l'attraversamento dei vari percorsi bisognava raccogliere i frutti Wumpa, che si andavano ad aggiungere al punteggio acquisito, e inoltre si dovevano rompere diverse casse le quali potevano contenere al loro interno ulteriori frutti Wumpa (che facevano guadagnare dei punti extra), la maschera di Aku Aku (che forniva da protezione al personaggio nel caso venisse colpito da un nemico o da un ostacolo) oppure fungevano da checkpoint. Inoltre il personaggio doveva fare attenzione ad evitare gli ostacoli che si presentavano dinanzi a lui, come ad esempio delle rovine che crolleranno lungo la strada, oppure i nemici che potevano essere sconfitti o semplicemente evitati. In alcune occasioni bisognava lottare contro diversi boss, già apparsi nel corso della serie, come ad esempio: il Dr. Neo Cortex, Uka Uka, il Dr. Nitrus Brio, la Dr.ssa Nefarious Tropy, Dingodile, Dark Spyro, gli Elementali, lo Scorporilla e svariati altri.